# Gymnosporangium
Gymnosporangium és un gènere de fongs basidiomicots de l'ordre dels puccinials (Pucciniales). Són fitopatògens que sovint infecten a diferents espècies de la família Cupressaceae, principalment del gènere Juniperus (ginebres), i els membres de la família de les rosàcies dins la subfamília Maloideae (pomes, peres, codonys, servers entre molts altres).

## Història natural
En els ginebres (hostes primaris), el fong forma una bola d'uns 2-4 cm de diàmetre, que produeix els telis, un conjunt de tentacles de color taronja de tubs d'espores anomenades teliòspores. Aquestes banyes s'amplien i tenen una consistència gelatinosa quan es mullen. Les teliòspores s'alliberen i són portades pel vent fins que infecten a una altra planta que pot ser una rosàcia (pomera, perera o arç blanc).
En els hostes secundaris, el fong produeix depressions groguenques en les fulles. També infecta a la fruita, on creixen uns tubs blanquinosos on es formen noves espores. Les espores s'alliberen i han d'infectar un ginebró per completar el cicle de vida.
El fong no causa danys greus als ginebres, però les pomeres i pereres poden patir greus pèrdues en la producció de fruita a causa dels efectes del fong. A causa de l'impacte econòmic dels rovells, en algunes hortes que són d'importància comercial, s'ha intentat prohibir la sembra i/o erradicar els amfitrions primaris de la família cupressàcies.

## Espècies seleccionades
| Espècies                                 | Hoste principal           | Hoste secundari                     |
| ---------------------------------------- | ------------------------- | ----------------------------------- |
| Gymnosporangium amelanchieris            | Juniperus sect. Juniperus | Amelanchier                         |
| Gymnosporangium clavariiforme            | Juniperus sect. Juniperus | Amelanchier, Crataegus, Pyrus       |
| Gymnosporangium clavipes                 | Juniperus                 | Cydonia                             |
| Gymnosporangium confusum                 | Juniperus                 | Crataegus, Cydonia, Mespilus, Pyrus |
| Gymnosporangium cornutum                 | Juniperus sect. Juniperus | Sorbus subgen. Sorbus               |
| Gymnosporangium cupressi                 | Cupressus                 | Amelanchier                         |
| Gymnosporangium dobroznakovii            | Juniperus sect. Juniperus | Pyrus                               |
| Gymnosporangium fuscum (syn. G. sabinae) | Juniperus sect. Sabina    | Pyrus                               |
| Gymnosporangium fusisporum               | Juniperus sect. Sabina    | Cotoneaster                         |
| Gymnosporangium gaeumannii               | Juniperus communis        | (desconegut)                        |
| Gymnosporangium globosum                 | Juniperus                 | Crataegus                           |
| Gymnosporangium gracile                  | Juniperus                 | Amelanchier, Crataegus, Cydonia     |
| Gymnosporangium harknessianum            | Juniperus                 | Amelanchier                         |
| Gymnosporangium inconspicuum             | Juniperus                 | Amelanchier                         |
| Gymnosporangium juniperi-virginianae     | Juniperus                 | Malus                               |
| Gymnosporangium kernianum                | Juniperus                 | Amelanchier                         |
| Gymnosporangium libocedri                | Calocedrus                | Amelanchier                         |
| Gymnosporangium malyi                    | (desconegut)              | Crataegus                           |
| Gymnosporangium multiporum               | Juniperus                 | (desconegut)                        |
| Gymnosporangium nelsonii                 | Juniperus                 | Amelanchier                         |
| Gymnosporangium nidus-avis               | Juniperus sect. Sabina    | Crataegus, Cydonia, Malus           |
| Gymnosporangium torminalis-juniperinum   | Juniperus sect. Juniperus | Sorbus torminalis                   |
| Gymnosporangium tremelloides             | Juniperus sect. Juniperus | Cydonia, Malus, Sorbus              |
| Gymnosporangium yamadae                  | Juniperus                 | Malus                               |